# إم. ستانلي ليفينغستون
إم. ستانلي ليفينغستون (بالإنجليزية: M. Stanley Livingston) هو فيزيائي أمريكي، ولد في 25 مايو 1905 في برودهيد في الولايات المتحدة، وتوفي في 25 أغسطس 1986 في سانتا فيه في الولايات المتحدة.

## وصلات خارجية
- إم. ستانلي ليفينغستون على موقع الموسوعة البريطانية (الإنجليزية)